# ウェニーリア
ウェニーリア（羅: Venilia）は、ローマ神話に登場する女神あるいはニュンペーである。元来は海神ネプトゥーヌスと関係のある神であったらしい。ラティウム地方の都市アルデアの王ダウヌスとの間にトゥルヌスとユートゥルナを生んだ。またウェニーリアはパラティヌスの丘でヤーヌス神との間に娘カネーンスを生んだともいわれる。